# ایستگاه متروی سعدی
ایستگاه متروی سعدی، یکی از ایستگاه‌های خط یک متروی تهران است که درتقاطع خیابان جمهوری و خیابان سعدی قرار دارد.